# Bucky Larson: Born to Be a Star
Bucky Larson: Born to Be a Star è un film del 2011 diretto da Tom Brady, con Nick Swardson, Christina Ricci, Don Johnson e Stephen Dorff.

## Trama
Bucky Larson, un fannullone molto ingenuo, scopre che i suoi genitori erano dei pornodivi famosi negli anni '70 e decide di ripercorrere i loro passi trasferendosi a Los Angeles. Qui inizia a partecipare a vari provini e a conoscere gente del settore, anche se quest'ultimi lo deridono continuamente per via delle dimensioni ridotte del suo pene. Nel frattempo viene ingaggiato da un regista pornografico in cerca di rilancio; durante le riprese, però, Bucky, appena vede il seno della sua collega, eiacula ovunque. Il video, che apparentemente può sembrare un fallimento, inizia ad essere venduto e Bucky diventa sempre più un volto noto, tanto da continuare a realizzare lavori come il precedente. Nel frattempo conosce anche una ragazza, Kathy, che lavora come cameriera in una tavola calda con la quale inizia a frequentarsi.
Alla cerimonia di fine anno, Bucky trionfa in tutte le categorie possibili, scaturendo l'odio dei colleghi che inizialmente lo prendevano ingiro. La sera stessa perde la verginità con Kathy, ormai fidanzati. L'indomani, però, Kathy sparisce nel nulla lasciando un biglietto a Bucky, dove si legge che la ragazza non è convinta di stare assieme ad un pornostar (anche se non ha mai fatto sesso con nessuno nei suoi video). Bucky, devastato, deve prendere parte ad un film porno che lo farà diventare una leggenda, ma qui non riesce ad eccitarsi perché continua a ripensare a Kathy; scopre inoltre che la ragazza è stata costretta ad allontanarsi da lui per colpa del suo regista, preoccupato per un possibile fallimento dell'opera per colpa di Kathy. Bucky decide di mollare il lavoro tanto desiderato e di cercare Kathy per riconquistarla.

## Distribuzione
L'uscita nelle sale americane è avvenuta il 9 settembre 2011.

## Critica
- 2011 - Razzie Awards[1]
  - Nomination Peggior film
  - Nomination Peggior regista a Tom Brady
  - Nomination Peggior sceneggiatura a Adam Sandler, Allen Covert, Nick Swardson
  - Nomination Peggior prequel, remake, rip-off o sequel
  - Nomination Peggior cast al cast di "Bucky Larson: Born to Be a Star"